# うちは寿!
『うちは寿!』（うちはことぶき!）は、小池恵子による日本の4コマ漫画作品。竹書房の雑誌『まんがくらぶ』（月刊）で2006年2月号にゲストとして「ことぶき家の人々」のタイトルで掲載の後、同年7月号より改題し、2013年11月号まで連載された。単行本は全5巻。
それぞれ年の離れた姉弟3人に祖母1人という、ちょっと変わった家族構成の寿家・計4人の日常を描くホームコメディ。

## 主な登場人物
登場人物の年齢は、連載が進行しても変わらず同じという設定（連載終盤を除く）。
寿万里（ことぶき まり）
長女。会社員。32歳。寿家の大黒柱。
楽しい事好きのあっけらかんとした性格。家では酒好きの笑い上戸。家事の能力は皆無。小学生の千宏と一緒になって遊んだり、無計画なことをして年下の美鶴に叱られたりというほうが目立つ。
一方、会社では係長であり、優秀なキャリアウーマンで、外面のいい見栄っ張りであり、宴席でもキリッとしている。
男嫌いというわけではないらしいが、恋愛や結婚に夢を持っておらず、独身主義者。
寿美鶴（ことぶき みつる）
次女。17歳の女子高生。
料理・洗濯・掃除・買い物と、寿家の家事の相当部分を引き受ける主婦的存在。
性格はクールで、時々マニアック。熱く激励されると引くタイプ。まつ毛の濃い目元が印象的な美人なのだが、年に似合わず割烹着のまま縁側でお茶を飲んだり、恋愛よりもスーパーの特売に興味があったりと、枯れたところがある。
寿千宏（ことぶき ちひろ）
長男。7歳の小学生。
大人ぶって冷めた言動を気取ろうとするときもあるが、そうした所も含めて非常に子供らしい、元気一杯のお子様。時々意味も分からずに難しい言葉を使ったり、大人たちの会話から色んな事を学んだりしている。
学校の宿題でよく絵日記を書いており、毎回の話の終わりでその絵日記がその回のまとめ的役割を担うことが多い。
寿かめ（ことぶき かめ）
3姉弟の祖母。御年80歳の小柄なお年寄り。
和裁士の資格を持ち、自身も日常のほとんどで着物を着ている。美鶴の手伝いとして家事を担当。後述のとおりミーハーではあるが、今なお和裁士の仕事をこなし、詐欺の電話にはしっかりと対応する一面もある。
年齢的にも見た目にも立派な高齢者なのだが、物の好みや感性は若く、齢80にして恋愛の話に対して非常にアグレッシブでミーハーであり、流行や恋の話になると若者顔負けの知識と情熱を見せ、そういった方面に疎い孫達からは「うちで一番結婚に近い」と言われている。好みのタイプは若いイケメン。ドラマや映画のお気に入り基準は「イケメンがいること（俳優でも脚本家でも）」であり、近所のスーパーやドラッグストアには「観賞用」と称するお気に入りのイケメン店員がいる。
若い頃は美鶴によく似た美人だったりする。

## 書誌情報
すべてバンブーコミックス（竹書房）
- 第1巻 2008年9月17日発売  ISBN 978-4-8124-6874-6
- 第2巻 2009年11月17日発売  ISBN 978-4-8124-7170-8
- 第3巻 2012年8月27日発売  ISBN 978-4-8124-7973-5
- 第4巻 2013年4月27日発売  ISBN 978-4-8124-8161-5
- 第5巻 2013年11月27日発売  ISBN 978-4-8124-8459-3